# Dorgali
Dorgali é uma comuna italiana da região da Sardenha, província de Nuoro, com cerca de 8.189 habitantes. Estende-se por uma área de 224 km², tendo uma densidade populacional de 37 hab/km². Faz fronteira com Baunei, Galtelli, Lula, Nuoro, Oliena, Orgosolo, Orosei, Orune, Urzulei.

## Demografia
| Variação demográfica do município entre 1861 e 2011                               |
|                                                                                   |
| Fonte: Istituto Nazionale di Statistica (ISTAT) - Elaboração gráfica da Wikipedia |